# Antti Kasvio
Antti Alexander Kasvio, född 20 december 1973 i Esbo, är en finländsk före detta simmare och vattenpolospelare.
Kasvio blev olympisk bronsmedaljör på 200 meter frisim vid sommarspelen 1992 i Barcelona.